# Slovak Airlines
Slovak Airlines era uma companhia aérea com sede em Bratislava, Eslováquia. A Slovakia Airlines operou no mercado como uma empresa de transporte aéreo, operando passageiros regulares e irregulares, carga e trânsito postal. Era a companhia aérea da República Eslovaca, operando um serviço regular para Moscou e Bruxelas. Também ofereceu voos charter internacionais para a Bulgária, Chipre, Grécia, Itália, Rússia, Espanha, Tunísia e Turquia. A empresa também administrava operações de arrendamento molhado. Sua base principal era o Aeroporto MR Štefánik, Bratislava.
A companhia aérea encerrou suas operações em fevereiro de 2007.

## História
Após a Dissolução da Tchecoslováquia em 1 de janeiro de 1993, a República Eslovaca se viu em uma situação específica na área de transporte aéreo, em que nenhuma empresa de transporte permaneceu e mesmo no passado nunca houve uma network efetiva de companhias aéreas que conectam diretamente a Eslováquia com o resto do mundo. Nem um único avião ou embaixada estrangeira permaneceu na Eslováquia, o que foi um grande problema na construção das relações internacionais para a jovem república.
Uma saída do problema para o jovem governo com Michal Kovak tinha sido construir uma empresa de transportes que assegurasse a ligação da Eslováquia com o estrangeiro e resolver toda a concepção do transporte aéreo, em particular no que se refere ao turismo e à criação de uma infra-estrutura.
Em 1995, a missão da Organização da Aviação Civil Internacional (ICAO) em visita à Eslováquia propôs a criação de uma empresa nacional de transporte aéreo como uma das possibilidades de desenvolvimento da aviação civil. Após quase um ano de intensas discussões, os especialistas concordaram com a ideia de que seria possível criar uma companhia aérea forte e de alta qualidade nas condições eslovacas apenas na forma de uma companhia aérea nacional. O resultado deste esforço foi em 24 de junho de 1995, a designação da empresa Slovenské aerolínie como empresa nacional de transporte aéreo. O plano de negócios da Slovak Airlines começou com a construção de uma network básica de linhas durante um período de 5 anos e iniciou suas operações em maio de 1998. No âmbito do programa Phare “Air Operation Safety Improvement”, a Czech Airlines foi seleccionada como um dos três operadores nos estados da Europa de Leste como empresa de transporte e consultora na criação de um programa de melhoria da segurança do transporte aéreo no Países Phare.
Em janeiro de 2005, a Austrian Airlines adquiriu a participação majoritária (62%) na empresa. A Slovak Airlines encerrou suas operações depois que a Austrian Airlines retomou a posse de duas aeronaves, tendo retirado o apoio financeiro em janeiro de 2007. A empresa pediu falência em 2 de março de 2007. Grande parte dos funcionários e escritórios foi assumida pela agora extinta Seagle Air.

## Frota

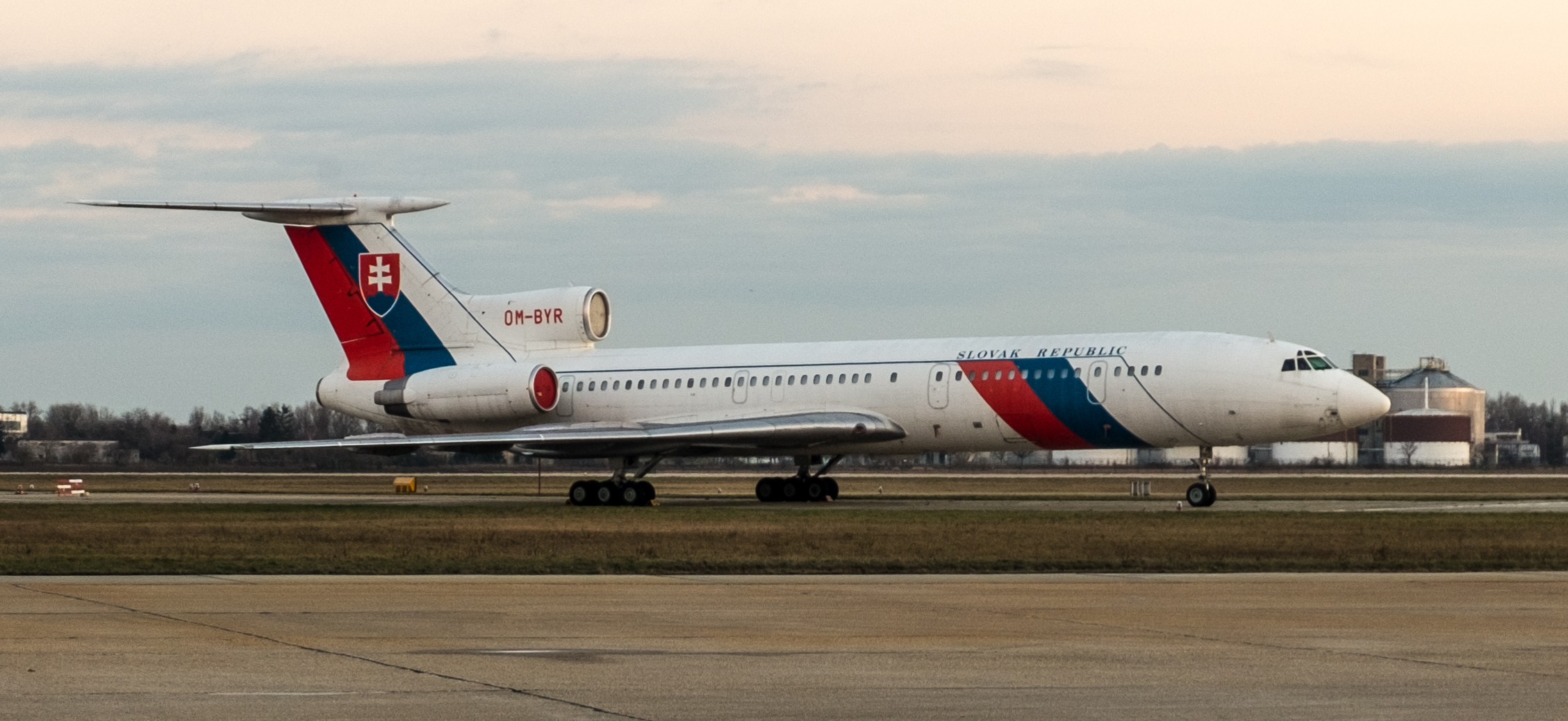
Um Tupolev Tu-154 da Slovak Airlines

Na época em que encerrou as operações em 2007, a frota da Slovak Airlines consistia nas seguintes aeronaves:
| Aeronaves      | Total | Notas |
| -------------- | ----- | ----- |
| Boeing 737-300 | 2     |       |
| Fokker 100     | 1     |       |
| Total          | 3     |       |